# Камнерізні ремесла Китаю

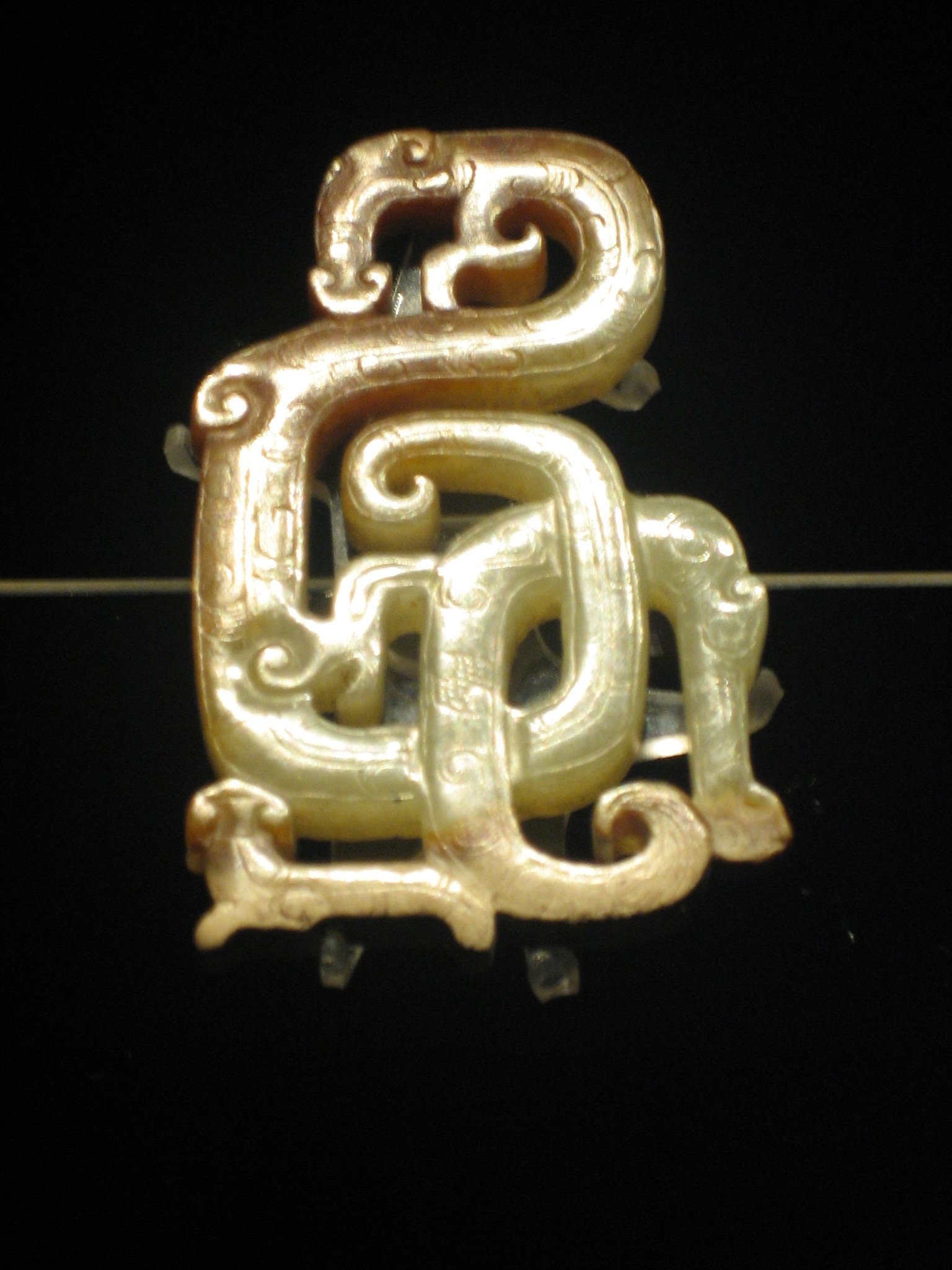

Камнерізні ремесла Китаю — різновид ювелірства Китаю, що працює з виробним камінням різного походження і забарвлення.

## Історія
Майстри звернули увагу на виробне каміння після тривалої праці з легкими в обробці деревиною та глиною. Вироби з каменю та вулканічного скла були тривалішими, специфічними за функціями, хоча і важкими в обробці.
Серед археологічних знахідок 3—1 тисячоліття до н.е. в Китаї - зразки виробів в нефриту. Важкий в обробці мінерал, що мав різноманітне забарвлення від молочно-білого до яскраво-зеленого, привабив довготривалістю, здатністю до шліфування. Обробляли як пласкі пластини нефриту, так і невеликі шматки. Вироби відрізнялось різними за призначенням речами - від магічних дисків Бі ( символів неба в Китаї) та амулетів до коштовного поховального одягу владних осіб, вкритого шматочками нефриту. З удосконаленням інструментів - засоби обробки з деревини були перенесені і на пластини виробного каміння ( створення невисокого рельєфу, хвилясті візерунки, наскрізна різьба, шліфування тощо). Тверда ( наче сталь у нефрита), важка в обробці сировина диктувала специфічні засоби обробки. Але ремісники Китаю, психологічно готові і здатні місяцями працювати над одним твором, навчились віртуозно обробляти напівкоштовне каміння — від дрібниць до монолітних брил в один і більше метрів.

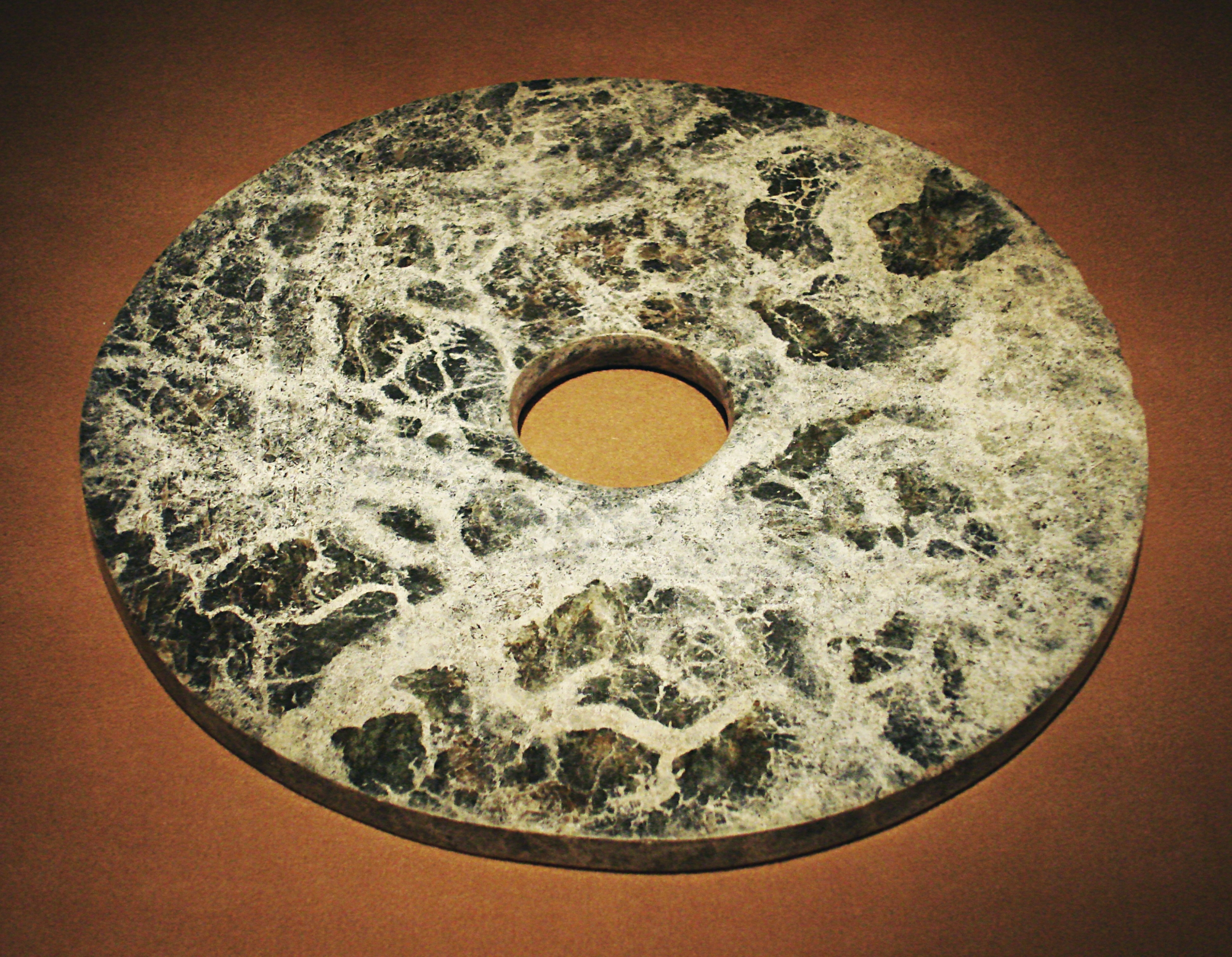
Нефритовий диск - релігійний символ сили та військової звитяги, доба неоліту, культура Ліангджу, 3300—2200 до н.е.
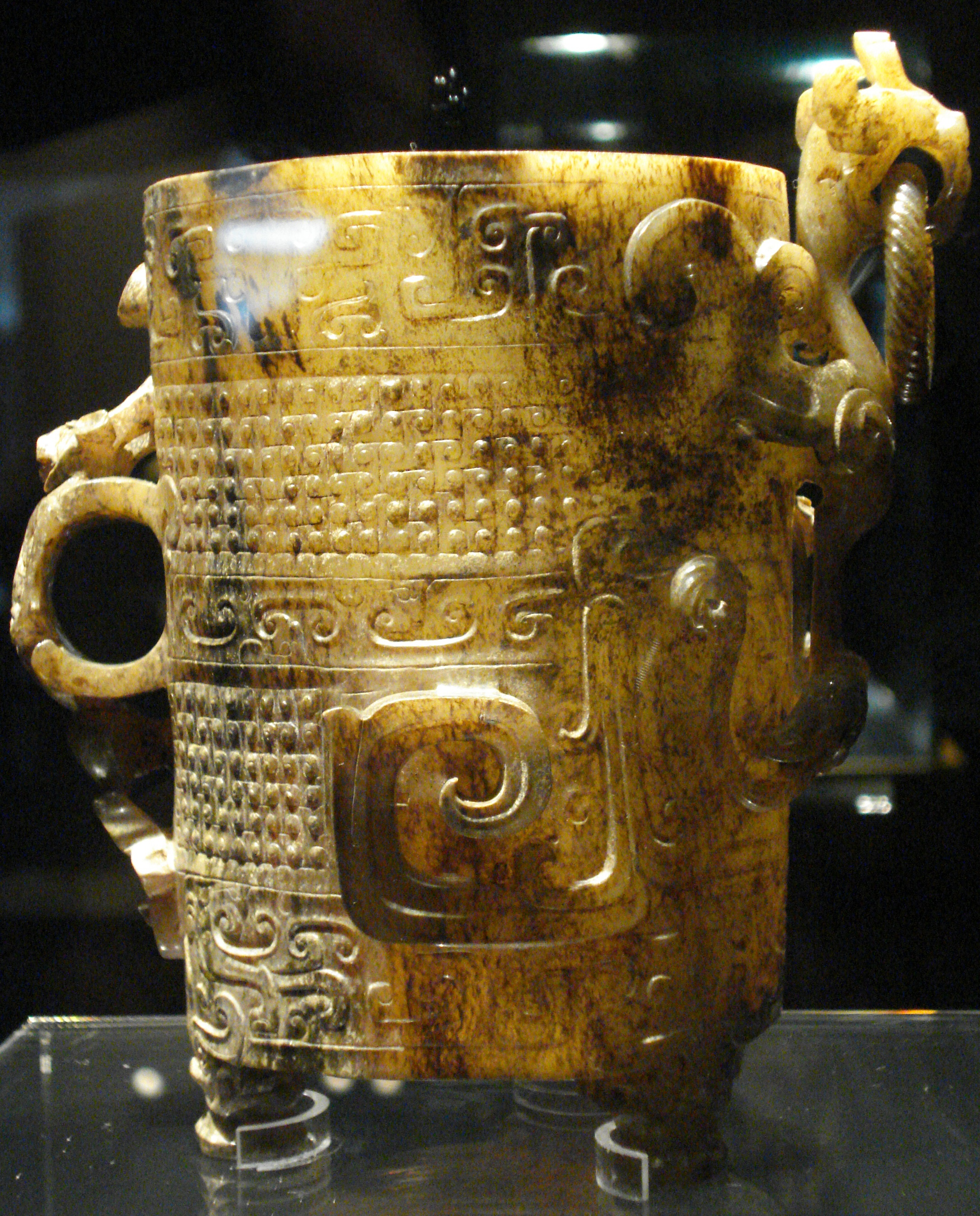
Ритуальний глек, археологічна знахідка, Шанхайський музей.
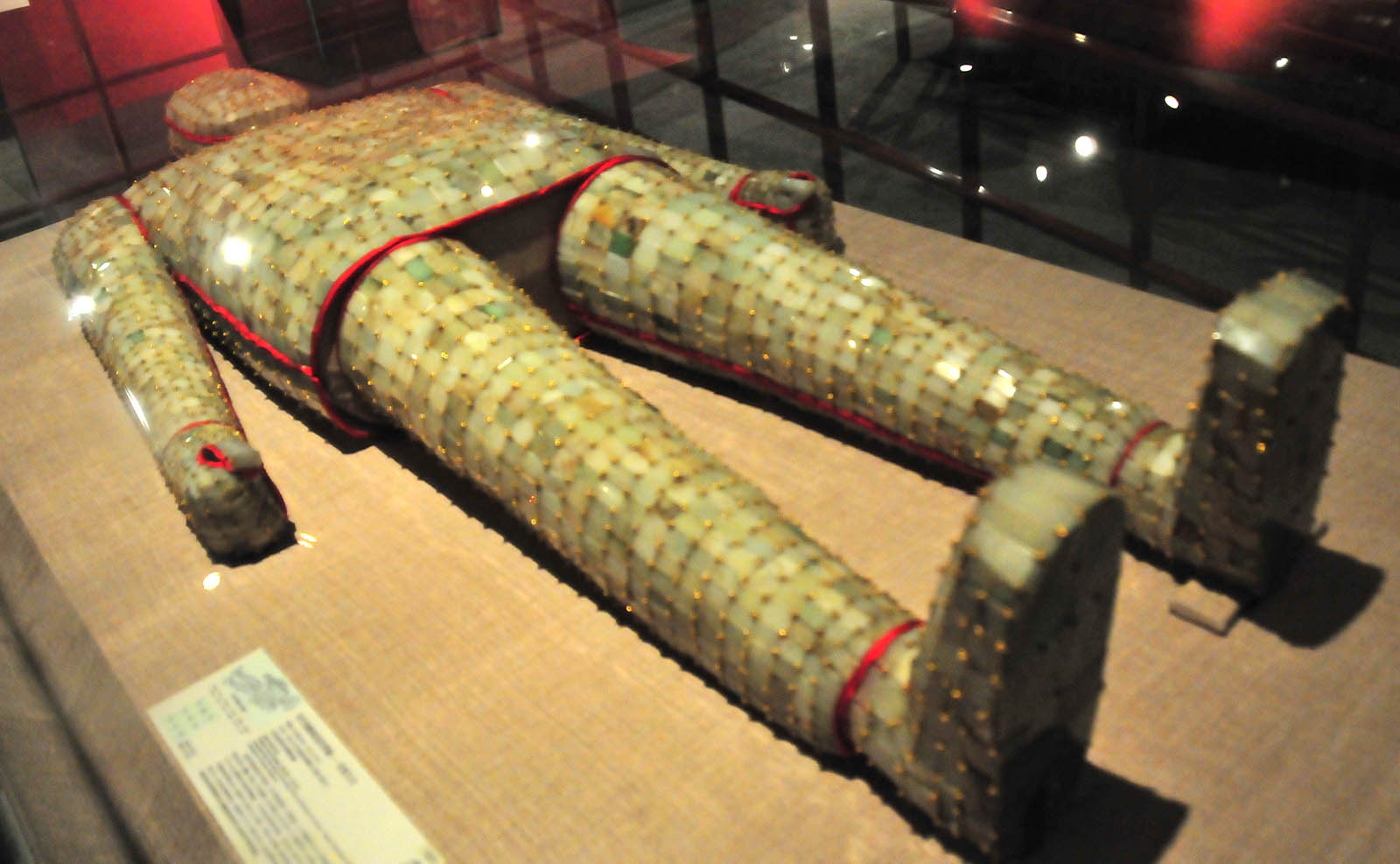
Посмертне вбрання правителя Китаю Лю Чеа 113 р. до н.е.

## Сировина
Як сировину ремісники Китаю використовували -
- коралі
- мармур
- жадеїт
- мильний камінь ( Талькохлорит)
- рожевий кварцит( прозорі сорти )
- Нефрит (мінерал).

Як і в кожній розвинутій культурі, в різних середньовічних державах Китаю виробилась специфічна ієрархія ставлення до речей, ієрархія коштовностей, що не збігалася з подібною в середньовічній Європі.
- У майя та ацтеків перші місця посідали вироби з кольорових пер тропічних пахів. З них виготовляли як урочисте вбраня, так і мозаїки, за які платили золотом.
- В Китаї перші щаблі посіли вироби з нефриту і порцеляна. Саме за них платили золотом.
- В Західній Європі перші місця посіли золото і срібло. Після світової експансії західноєвропейської цивілізації і створення світової колоніальної системи, золото, як мірило влади і політичної могутності країн Західної Європи, потіснило місцеві ієрархії.

## Зразки виробів з нефриту

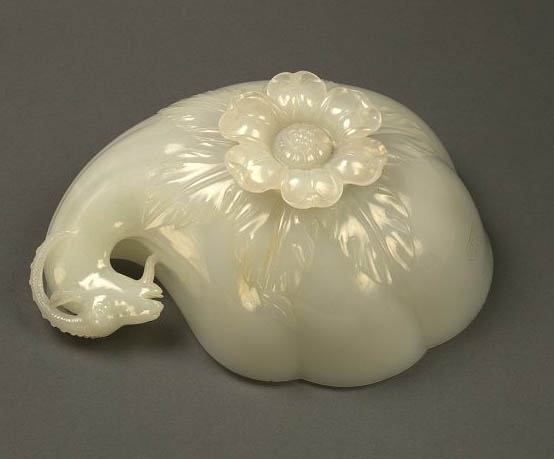
Невідомий ювелір з Китаю 17 ст., « Донце келиха для вина з рослинним візерунком », білий нефрит, бл. 1657 р., Музей Вікторії й Альберта, Лондон

Багаті поклади різнокольорового нефриту були головною сировиною для китайських ремісників. Вироби з нефриту здавна наділяли магічними властивостями, що обумовило виробництво магічних дисків ( а згодом і посуду ) для використання в церемоніях. Необроблений шмат нефриту довго спостерігали і вивчали забарвлення, форму, які намагались обіграти в готовому виробі. В руках китайських ремісників важкий в обробці мінерал ніби ставав слухняним і м'яким, як деревина.
В добу Тан розпочато виробництво нефритових блюд, края яких нагадували пелюстки квітів. Специфічний орнамент з пелюсток квітів використовували також і при створенні дзеркал з полірованої бронзи. Ритуальний посуд доби Тан і Сун ще простий за силуетом, має протяжні, чисті, зашліфовані поверхні без візерунків. В добу Сун з'явився посуд, де візерунки розміщали лише в верхній частині, все одно залишаючи значні чисті, зашліфовані поверхні без візерунків. Ремісники раннього середньовіччя 7—13 століть вдало обігрують м'яке, ніжне (або яскраве) забарвлення каменя, ретельно шліфують поверхні.
Наприкінці 13 ст. землі північного Китаю захопили армії монголів. Трон посіла монгольська династія Юань. Захоплені землі були поділені між монгольськими родами, тисячі селян перетворили на рабів. Низький культурний рівень загарбників-монголів примусив повернути до управління захоплених територій китайську бюрократію. Феодали Китаю почали співпрацювати з загарбниками, що зрештою сприяло підвищенню і культури завойовників. Нова держава наново створила торговельні зв'язки як зі східними, так і з західними державними утвореннями. Торгівлі сприяли значні території монгольської феодальної держави і її протяжні кордони. Це в свою чергу сприяло виокремленню в суспільстві купецького стану, могутнього і економічно мало залежного. Але з 40-х рр. 14 ст. розпочався широкий антимонгольський рух, що переріс в народну війну за визволення. Ватажок повстання Чжоу Юань-чжан (колишній буддийський чернець ) 1368 р. став новим китайським імператором. Розпочалася доба династії Мін.
Центральна споруда в Пекіні доби Мін - імператорський палац Заборонене місто. Архітектура доби династії Мін (незважаючи на добудови і пізні додатки ), зберігає велич, простоту силуету. Особливо це помітно в фортечних мурах, що сягають на висоту десяти ( 10 ) метрів та в спрощених формах прямокутних веж, портали яких слугували брамами міста. Згодом відновились мистецтва і ремесла ( традиційний китайський живопис, порцеляна і кераміка, ткацтво, камнерізні ремесла Китаю ).

## Технології створення

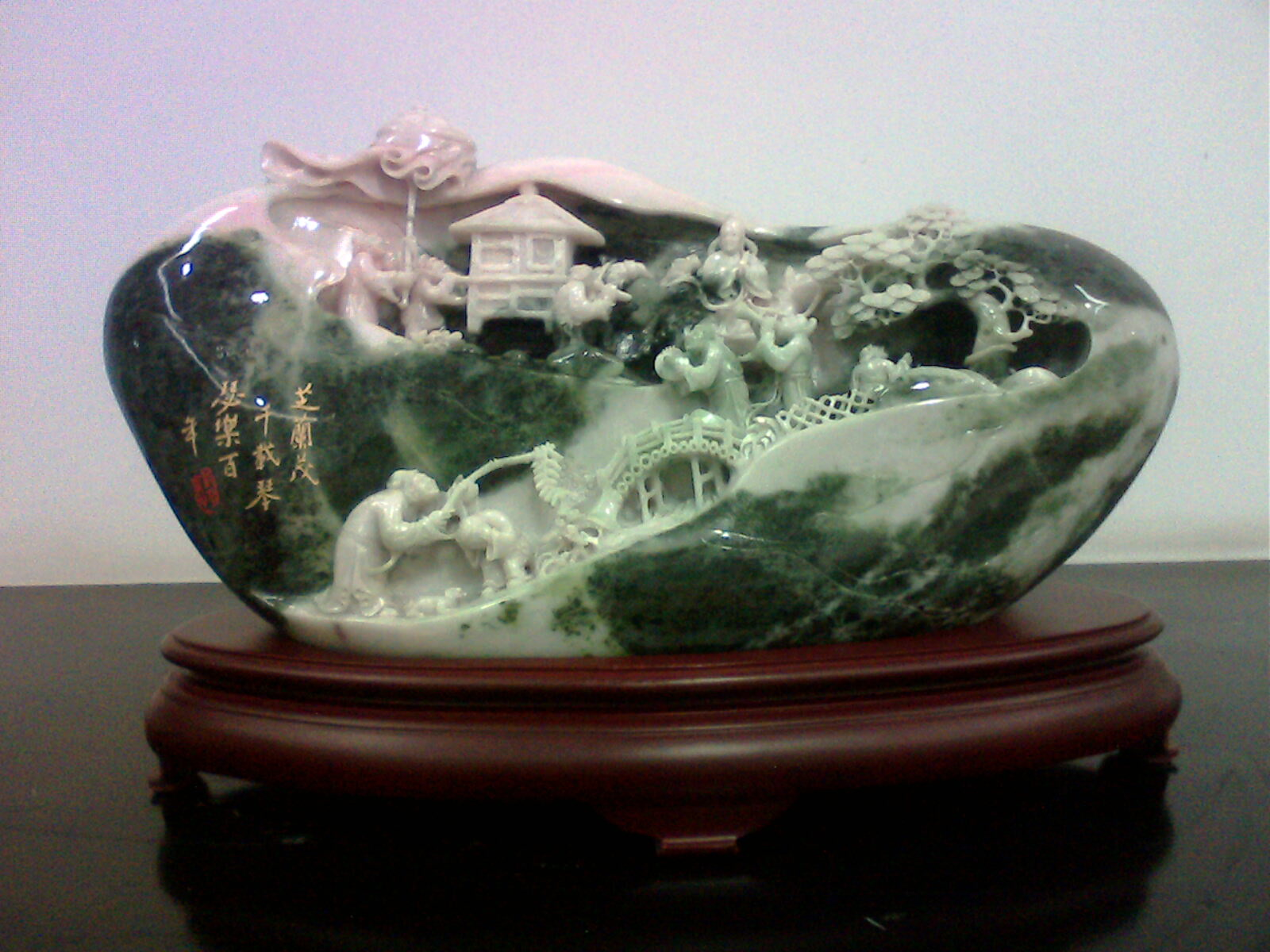
Побутові сцени в пейзжі.

Технології обробки виробного каміння постійно удосконалювались. Як і раніше, шматки сировини ретельно досліджували, не поспішаючи з початком робіт. На обраний шмат наносили первісний малюнок, починалась загальна обробка без деталізації. Існують свідоцтва про примітивні верстати з ножним приводом, на яких і робили загальну обробку. Малюнок деталей та візерунків постійно відновлювали. Найбільш довготривалим був етап шліфування діамантовими речовинами. Конкретних, затверджених моделей ( як в виробництві порцеляни ) у ремісників не існувало. Камінь, його форма, різнокольорове забарвлення боків підказувало майбутню форму чи сюжет, якщо виробляли скульптурну композицію. Тому кожна ваза, скульптура чи фігурна композиція в пейзажі - окремі, оригінальні твори.
В 18 столітті до сировини з виробного каміння додали також кришталь і скло. Техніка обробки в 18-19 століттях досягла вищого щаблю, коли з'явились вироби ваз, оздоблених кільцями чи ланцюгами, кожне звено якого вільно рухалось. Розпочався широкий експорт творів виробного каміння в сусідні держави. Все більше поціновуються ускладненість композицій, екзотичність сюжетів і матеріалів, їх віртуозна обробка.
Не обірвали камнерізні ремесла Китаю і бурхливі історичні події 19—20 століть.

## Опис сюжетів окремих виробів

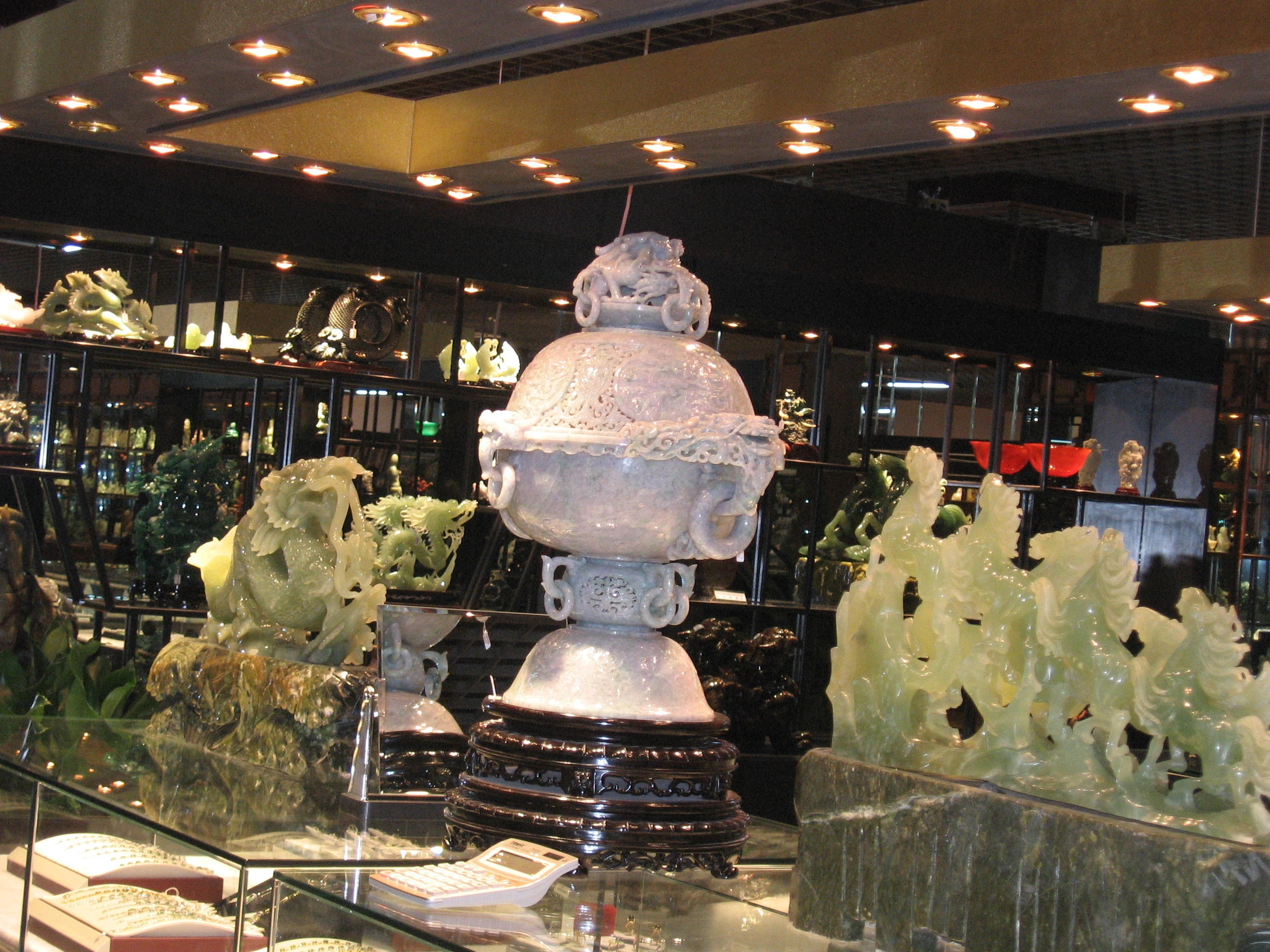
Вироби з нефриту.

- Скульптура «Хлопчик верхи на буйволі», рожевий кварц, постамент дерев'яний з наскрізними отворами, 18 ст, Державний музей мистецтв народів Сходу, Москва
- Скульптура «Будда, що веде закутого в кайдани демона», майстер з Пекіна Тань Бін-хен, 20 ст.
- Скульптура «Будда майбутнього з монетою і жабкою», молочно-білий нефрит і жабка чорного кольору
- Рельєф «Буддійські ченці в гірському пейзажі», білий нефрит з Сінцзяня, 20 ст.
- Скульптура Шоу-Сіна ( людина похилого віку з «шишкою мудрості» на голові та плодом персика у руці), нефрит, Львівська національна галерея мистецтв.
- Скульптура «Хлопчик верхи на феніксі» ( фенікс з головою фазана, тілом качки-мандаринки і хвостом павича ), біло-зелений нефрит з Циньханя
- Скульптура Гуаньінь - богині визволительки від хвороб.
- Рельєф «Коропи в ставку і квіти»

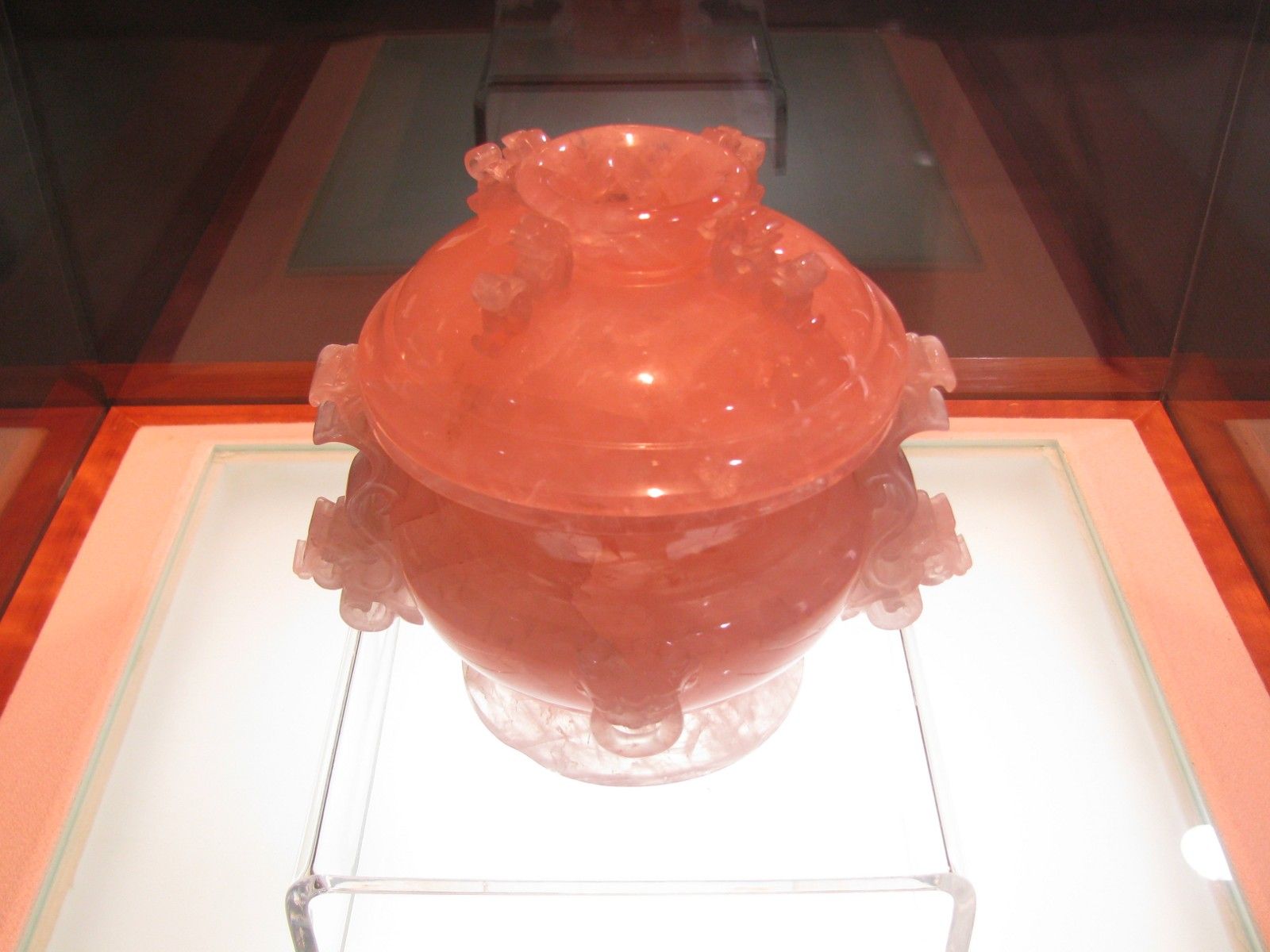
Ваза, рожевий кварц, 1736—1795 рр.
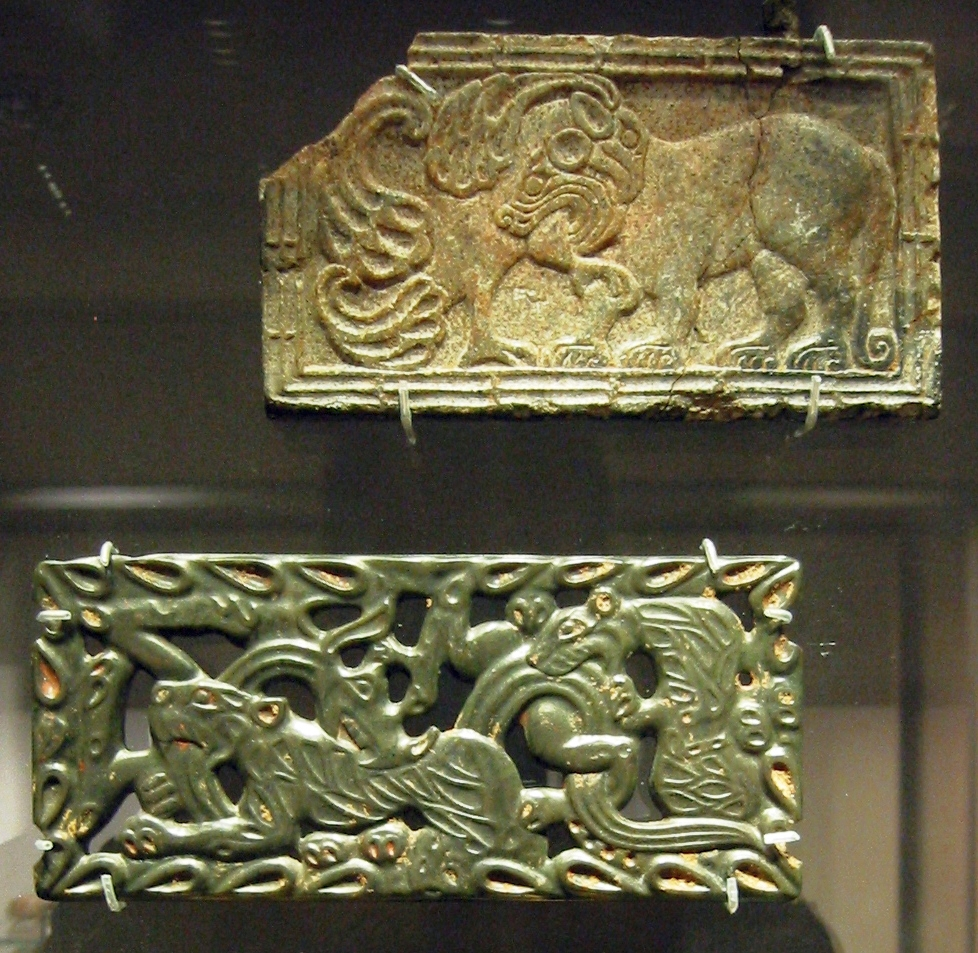
Плакетки з тваринами
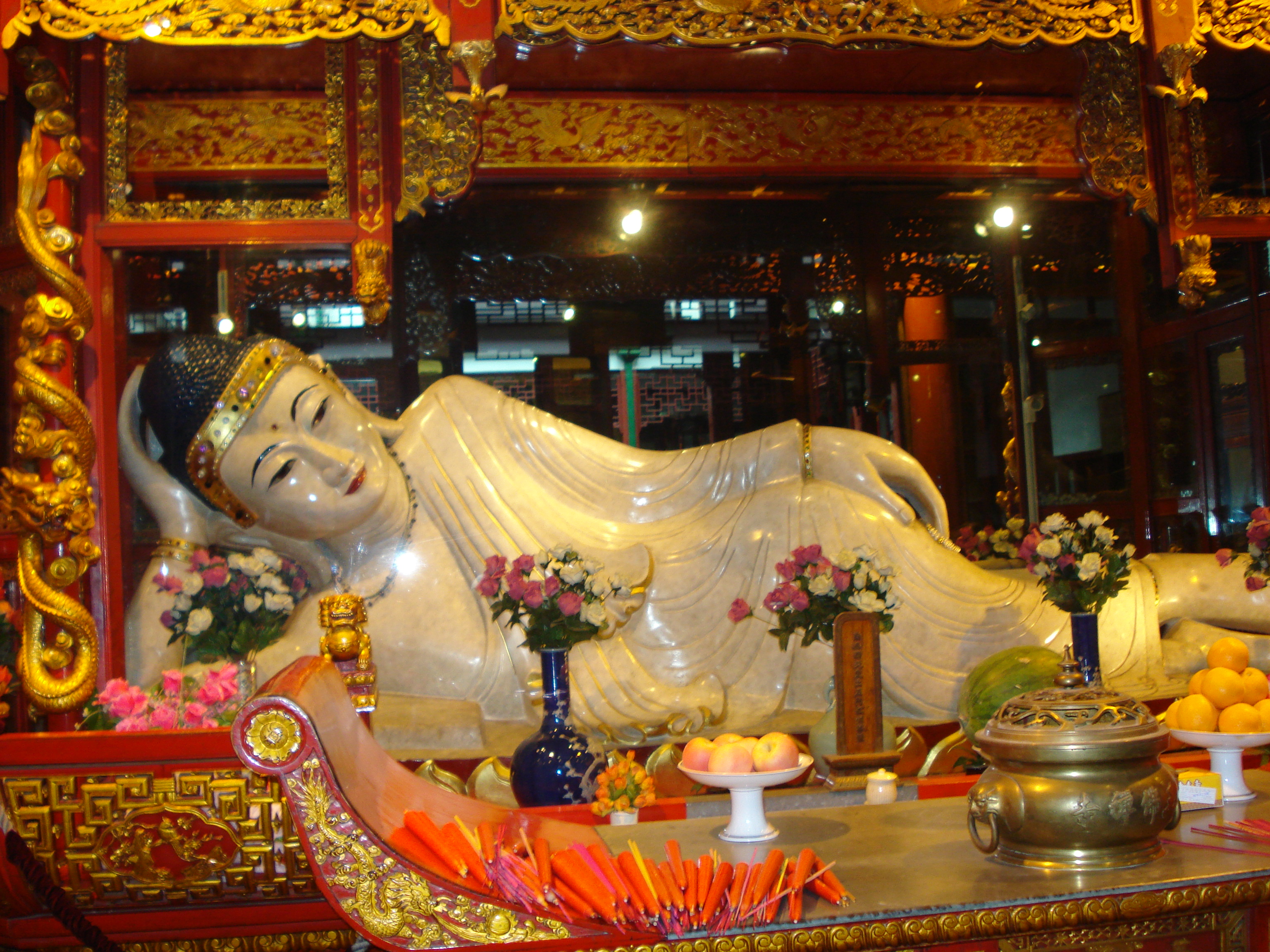
Нефритовий Будда,поліровка,розфарбування, довжина два метри, монастир Нефритового Будди (Юфо Сі), Шанхай.